# Římskokatolická farnost Zbýšov v Čechách
Římskokatolická farnost Zbýšov v Čechách je územním společenstvím římských katolíků v rámci kutnohorsko-poděbradského vikariátu královéhradecké diecéze.

## O farnosti

### Historie
Obec Zbýšov je prvně písemně doložena v roce 1257 jako majetek sázavských benediktinů, kteří zde také od roku 1360 měli své proboštství (tj. malý řeholní dům, závislý na mateřském sázavském opatství). Benediktinští kněží se tedy přímo podíleli na místní duchovní správě. Proboštství zaniklo za husitských válek. Později byla ve vsi obnovena katolická farnost. Původní gotický kostelík byl v roce 1884 zbořen a nahrazen novogotickou novostavbou. Na přelomu let 1948–1949 ve zbýšovské farnosti pravidelně vypomáhal (především vyučováním náboženství na školách v obvodu farnosti, ale také zastupováním při některých bohoslužbách ve farním kostele) administrátor z nedaleké farnosti Číhošť, R.D. Josef Toufar, který počátkem roku 1950 byl utýrán Státní bezpečností a u kterého byl v roce 2013 zahájen beatifikační proces.
K 1. lednu 2008 byla administrativně zrušena dosavadní samostatná farnost Vlkaneč a sloučena s farností zbýšovskou. Farnost měla sídelního duchovního správce, který spravoval pouze tuto jedinou farnost.

### Duchovní správa
- 23. října 2007 – 31. ledna 2008 P. Mgr. Petr Tobek, administrátor
- 1. února 2008 – 31. srpna 2024 P. Mgr. Petr Tobek, farář
- od 1. září 2024 P. Mgr. Dmytro Romanovský, administrátor excurrendo[2]

### Současnost
Farnost je od září roku 2024 spravovaná excurrendo z děkanství v Čáslavi.
| Kostel                                   | Místo              | Bohoslužba                                    | Bohoslužba                 | Poznámka        |
| ---------------------------------------- | ------------------ | --------------------------------------------- | -------------------------- | --------------- |
| Kaple svatého Jana Nepomuckého           | Čejkovice          | neslouží se pravidelně                        | neslouží se pravidelně     | kaple           |
| Kostel svatého Václava, mučedníka        | Dobrovítov         | sobota                                        | 16.00 v zimě, 18.00 v létě | filiální kostel |
| Kaple                                    | Chlum              | neslouží se pravidelně                        | neslouží se pravidelně     | obecní kaple    |
| Kostel svaté Anny                        | Klucké Chvalovice  | neslouží se pravidelně                        | neslouží se pravidelně     | filiální kostel |
| Kostel Všech svatých                     | Kozohlody          | 3. neděle v měsíci                            | 08.00                      | filiální kostel |
| Kostel svatého Prokopa, opata            | Nová Ves u Leštiny | neslouží se pravidelně                        | neslouží se pravidelně     | filiální kostel |
| Kostel Navštívení Panny Marie            | Šebestěnice        | neslouží se pravidelně                        | neslouží se pravidelně     | filiální kostel |
| Kostel svatého Jakuba Staršího, apoštola | Vlkaneč            | 1., 2. a 4. neděle v měsíci 1. pátek v měsíci | 08.00 16.30                | filiální kostel |
| Kostel Narození svatého Jana Křtitele    | Zbýšov v Čechách   | neděle                                        | 09.30                      | farní kostel    |